# جوردي هوجستراتي
جوردي هوجستراتي (بالهولندية: Jordi Hoogstrate)‏ (2 يونيو 1983 بخرونينغن في هولندا - ) هو لاعب كرة قدم هولندي في مركز الوسط. لعب مع نادي آيندهوفن ونادي إيمن ونادي غرونينغن.

## روابط خارجية
- جوردي هوجستراتي على موقع قاعدة بيانات كرة القدم.إي يو (الإنجليزية)